# Breznay András
Breznay András (Budapest, 1963. augusztus 2.–) magyar festőművész.

## Élete
A Képző- és Iparművészeti Szakközépiskolában érettségizett 1982-ben. 1983-tól a Képzőművészeti Főiskolára járt. 1989-ben, két év művészképzés után hagyta el a főiskolát, festő mestere Gerzson Pál volt. Festményeit a nézőpont megválasztásának fontossága jellemzi. 1995-ben megalapította a Siófoki Nemzetközi Művésztelepet, mely vezetésével 2001-ig működött. 2003-tól a Budapest XII. kerület Hegyvidéki Nemzetközi Művésztelep vezetője. 2007-től a Mednyánszky Társaság alelnöke. 2012-től a Társaság elnöke. 2022-ben a Magyar Nemzeti Galéria megvásárolja a „Tilos az Á” című festményét modernkori gyűjteményébe.

## Díjak, elismerések
- 1983. MHSZ festészeti kategória III. díja
- 1987. Hermann Lipót diploma díja
- 1994. Szőnyi István festészeti verseny Különdíja
- 1995. Bizományi Aukciósház "A legígéretesebb fiatal festő díja"
- 1998. Elismerő oklevél Siófok városától
- 2003. Portré Biennále Hatvan Különdíj

## Külső hivatkozások
- Breznay András weboldala Freeweb, elérhetetlen.